# Каменка (Ромодановский район)
 Каменка  — деревня в Ромодановском районе Мордовии в составе Константиновского сельского поселения. 

## География
Находится на расстоянии менее 2 километров по прямой на север от районного центра поселка Ромоданово.

## История
Была учтена в 1869 году как казенная и владельческая деревня Саранского уезда из 22 дворов, название связано с фамилией владельцев. 

## Население
Постоянное население составляло 50 человек (русские 96%) в 2002 году, 45 в 2010 году .